# Экфорд, Элизабет
Элизабет Экфорд (англ. Elizabeth Eckford; род. 4 октября 1941, Литл-Рок, Арканзас, США) — одна из девяти чернокожих учащихся из школы города Литл-Рок в Арканзасе.
После решения Верховного суда США в 1954 году по делу «Браун против Совета по образованию», признавшего незаконным сегрегацию детей в школах, в ряде штатов органы власти оказали ему сопротивление. В день начала занятий губернатор штата Орвал Фобус, который в преддверии выборов хотел заручиться поддержкой сторонников сегрегации, распорядился окружить школу войсками Национальной гвардии.

4 сентября в день начала занятий Элизабет и несколько чернокожих детей пытались пройти в школу, где их встретили вооружённые солдаты, поднявшие штыки. Собравшаяся толпа белых начала запугивать детей, выкрикивая угрозы и оскорбления. Экфорд вспоминала день, когда она пришла в школу:
Я подошла к школе и наткнулась на охранника, который пропускал белых учеников… Когда я попробовала протиснуться мимо него, он поднял свой штык, потом это же самое сделали и другие охранники… Они так враждебно смотрели на меня, что я очень испугалась и не знала, что делать. Я обернулась и увидела, что сзади на меня наступает толпа… Кто-то выкрикнул «Линчевать её! Линчевать её!» Я попыталась найти глазами хоть одно дружелюбное лицо в толпе, хоть кого-нибудь, кто мог бы мне помочь. Я посмотрела на одну пожилую женщину, и её лицо показалось мне добрым, но когда наши глаза встретились вновь, она на меня плюнула… Кто-то крикнул «Тащите её к дереву! Надо заняться ниггером!»
В 1958 году Элизабет Экфорд переехала в Сент-Луис (штат Миссури), где изучала историю. В 1960-х она вернулась в Литл-Рок. Элизабет Экфорд работала клерком в банке, затем журналистом и военным корреспондентом, затем инспектором пробации (наблюдающим за поведением условно осуждённых).
В 1996 году Экфорд вместе с другими учениками из «литл-рокской девятки» появилась в эфире телепрограммы Опры Уинфри.
В 2003 году её сын был застрелен полицейским после того, как устроил стрельбу и отказался разоружиться.